# Hur fröjdar sig i templets famn
Hur fröjdar sig i templets famn är en psalm med text skriven 1813 av Johan Olof Wallin och bearbetad 1980 av kyrkoherden Lars Lindman. Musiken är skriven 1553 av Burkhard Waldis. Texten är hämta från psaltaren 92.
|  |
|  |

## Publicerad som
- Nr 405 i Den svenska psalmboken 1986 med nya titelraden, under rubriken "Helg och gudstjänst".